# خواستگار محترم
خواستگار محترم فیلمی به کارگردانی و نویسندگی داوود موثقی محصول سال ۱۳۸۵ است. 

## بازیگران
- نگین صدق‌گویا
- فرهاد آئیش
- گوهر خیراندیش
- یوسف تیموری
- مرضیه خوش تراش
- سیدابراهیم بحرالعلومی
- مجید مشیری
- محمدرضا شریفی‌نیا

## خلاصه داستان
فیلم خواستگار محترم روایتگر فردی به نام “احمد مرادی” است كه حدود ۴۰ سال پیش به دلیل ناکامی در خواستگاری از “اختر” به فرانسه مهاجرت كرده، اینك بنا به توصیه پزشكان معالج خود به ایران بازمی‌گردد و همزمان به جست و جوی دوستان و آشنایان می‌پردازد؛ و در حین این جستجو “اختر” را می‌یابد و با دیدن او دوباره عشق کهنه‌اش زنده می‌شود و این تازه اول ماجراست…